# Леттрих, Йозеф
Йозеф Леттрих (словац. Jozef Lettrich; 1905 — 1969) — чехословацкий политик и государственный деятель.

## Биография
Родился 17 июня 1905 года в городе Турчьянске-Теплице, ныне Словакии, в семье Juraja Lettrich и его жены Judit Lettrichove.
Первоначально учился в средней школе-гимназии города Мартин, в 1928—1929 годах — на юридическом факультете в Университете Коменского в Братиславе.
Первоначально работал адвокатом, в 1941—1944 годах был генеральным адвокатом в Братиславе. Был членом аграрной партии. С началом Второй мировой войны, находился в чехословацком антифашистском сопротивлении, в 1943—1944 годах был членом Cловацкого национального совета. В период с 1945 по 1948 годы Йозеф Леттрих — председатель Демократической партии, председатель Словацкого национального совета и член Национальной ассамблеи.

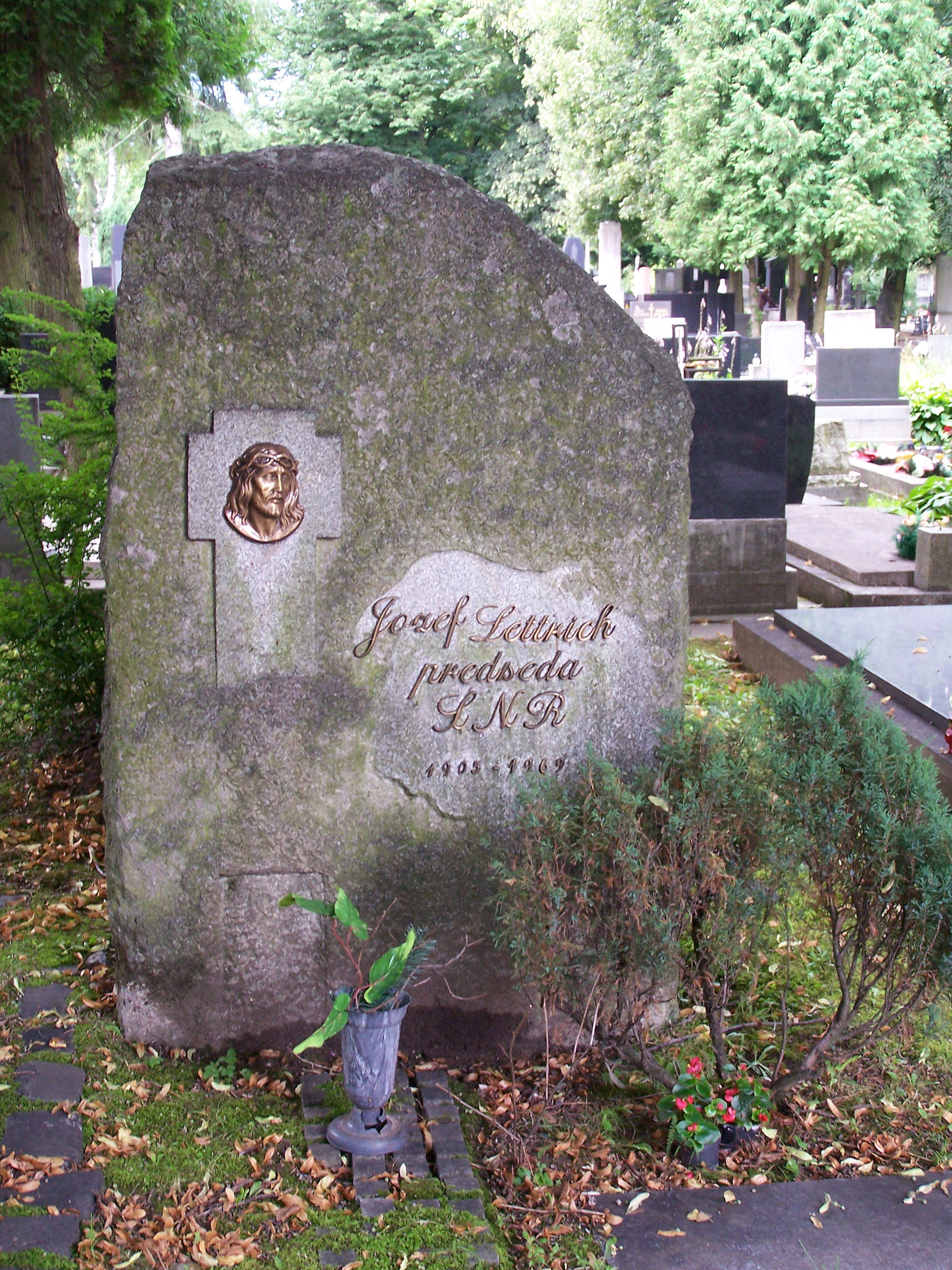
Надгробный памятник на кладбище в Мартине

После Февральских событий в Чехословакии, Йозеф Леттрих покинул страну и через Австрию уехал в США. Здесь принимал участие в работе чехословацкой общины, выступал как редактор и издатель издания Čas («Время»), существовавшего в 1949—1959 годах в Вашингтоне, опубликовал труды о современной словацкой истории. В 1962 году основал организацию под названием Stálá konference slovenských demokratických exulantů, которая находилась в Торонто; во главе этой организации находился до своей смерти.
Умер 29 ноября 1969 года в Нью-Йорке. 14 сентября 1990 года был перезахоронен на Национальном кладбище в Мартине, Словакия.
В 1991 году посмертно был награждён орденом Томаша Гаррига II-го класса. В 1996 году Словацкое телевидение сняло о политике документальный фильм. C 2006 года его имя носит гимназия в Мартине.